# Михай Витязул
Михаил Витязул (на румънски: 'Mihai Viteazul – в превод Храбрия; * 1558, † 9 август 1601) е княз на Влашко (1593 – 1601), Трансилвания (1599 – 1600) и Княжество Молдова (1600). През 19 век румънците го обявяват за национален герой, защото за първи път обединява под властта си трите княжества, смятани от националния румънски канон за румънски.

## Произход и младост
Много малко е известно за детството и младежките години от живота на Михаил. През 1601 г. по време на неговия престой в Прага фламандският художник Егидиус Саделер му прави портрет като отбелязва на платното, че Михаил е на 43 години. Това означава, че рождената година на Михаил трябва да е 1558 г.

## Управление
Михаил е фаворит за влашки и молдовски владетел на сина на Михаил Кантакузин Шейтаноглу – Андроник Кантакузин, който и го налага за такъв.
През 1588 г. той става бан на Мехединци, а малко по-късно през същата година и столник (комисар) в двора на Михня II Турчин. През 1593 г. получава титлата бан на Крайова. По това време Влашко се управлява от Александру III Злия. През септември 1593 г. с подкрепата на Османската империя Михаил става войвода на Влашко, като поема длъжността на 11 октомври.
През 1594 г. за кратко се включва в Антиосманската лига, водеща война с турците (1593 – 1606) заедно със Сигизмунд Батори от Трансилвания и Арон Тиран – войвода на Молдова. През есента на 1595 г. започва походът му срещу османците и за кратко време той успява да овладее няколко малки крепости близо до Дунава, сред които Гюргево, крепостта Флочи, Хършова и Силистра.
През 1595 г. сключва в Алба Юлия (тогава Вайсенбург, на немски: Weissenburg) договор със Сигизмунд Батори, в който потвърждава традиционната от Средновековието формална васална зависимост на Влашко от Унгария, в замяна на военна подкрепа.
На 13 август 1595 г. води с великия везир Синан паша битка при Кълугерени, близо до р. Няжлов, която завършва без окончателен резултат. Втората битка при Гюргево през октомври същата година е успешна благодарение на подкрепата на княз Сигизмунд Батори. Войската на Михаил е многонационална – български, сръбски, немски и унгарски войници съставляват ядрото ѝ. Представата за национална румънска съпротива срещу турците е от по-нови дни и е от областта на националните митове. Продължителните войни обезлюдяват Влашко. През 1596 г. Михаил извършва нападения над османски области и градове южно от Дунав, сред които Видин, Плевен, Никопол и Бабадаг.
На 18 октомври 1599 г., близо до Херманщат (днес Сибиу) Михай постига с подкрепата на Хабсбургите важна победа над кардинал Андраш Батори, който през 1599 г. завзема за кратко властта в Трансилвания. В княжеската столица Вайсенбург той получава ключа на града от католическия епископ Напраги.
През май 1600 г. влашки войски, командвани от Михаил, завладяват Молдова и изгонват молдовския войвода Йеремия Могила. Унгарецът Мозес Секели и синът на Михаил Николай I Петрешку управляват Молдова като войводи няколко месеца (май-септември 1600 г.). На 28 септември 1600 г. обаче Михай претърпява поражение в битката при Миреслеу и се оттегля от Молдова, когато полската армия на Великия хетман Ян Замойски и неговите влашки и молдовски претенденти завладяват Молдова и Влашко.
През 1601 г. останалият без власт и територии Михаил се признава за васал на Рудолф II и е изпратен на нова военна кампания зад Карпатите. На 3 август 1601 г. побеждава при Горозло войската на княз Сигизмунд Батори. Няколко дена по-късно в Турда той е убит по заповед на хабсбургския пълководец Джорджо Баста, който вижда в Михаил силен политически конкурент.

## Семейство
Михай Витязул е женен от 1583 или 1584 г. за Домна Станка, от която има син Николай I Петрешку и възможно дъщеря Флорика (според някои източници Флорика е негова дъщеря от друга жена).
Михай също така поддържа любовни връзки с няколко други жени, които не крие. Една от тях е Тудора от пазарното градче Таргшор в Прахова, която през 1599 г. му ражда дъщеря Марула, която Михай признава и на която завещава много села в наследство. Другата известна връзка на Михай е с болярката Велица, омъжена за италианския благородник Фабио Дзенга, фаворит на трансилванския княз Сигизмунд Батори. Ползвайки се с доста голямо влияние в двора на княз Батори, владееща няколко езика, Велица служи за преводач между Михай и княза при посещението на Витязул в Алба Юлия. Тя става официална метреса на Михай между 1595 и 1601 г. като връзката им предизвиква скандал. Стига се дотам, че Михай забранява на съпруга ѝ да има каквито и да било сношения с нея, отвежда я със себе си в Търговище и се показва с нея публично навсякъде, дори в присъствието на съпругата си. Така или иначе с Домна Станка са отчуждени, докато сега в лицето на Велица той е намерил разбиране и подкрепа в държавните си дела. Велица дори започва да използва титлата „домна“ (госпожа), запазена само за владетелски съпруги. На 15 март 1600 г. в донесение до император Рудолф II негов шпионин му докладва, че всички дела в двора на Витязул минават през Велица, която има решаващо влияние. Връзката им продължава поне до есента на 1600 г., когато Михай търпи поражение в битката при Миреслеу и след това е принуден да замине за Виена и Прага да моли за помощ Рудолф II. След убийството на Михай през август 1601 г. няма повече сведения в източниците за съдбата на Велица.